# Verband Schweizerischer Hausfrauenvereine
Der Verband Schweizerischer Hausfrauenvereine wurde 1932 gegründet. Der VSHV war ein Berufsverband für Hausfrauen. Er kümmerte sich um hauswirtschaftliche Aus- und Weiterbildung sowie um das Einbringen der Resultate wissenschaftlicher Forschung (technische Entwicklung, Rationalisierung, Hygiene usw.) in die Hauswirtschaft. Der Verband wurde 1983 aufgelöst.